# Kazańska Szkoła Teatralna
Kazańska Szkoła Teatralna (ros. Казанское театральное училище) – radziecka, następnie rosyjska publiczna szkoła średnia w Kazaniu.